# Andrena milwaukeensis
Andrena milwaukeensis är en biart som beskrevs av Graenicher 1903. Den ingår i släktet sandbin och familjen grävbin. Inga underarter finns listade i Catalogue of Life.

## Beskrivning
Ett bi med i huvudsak svart grundfärg. Pälsfärgen skiljer sig dock mellan könen:: 
Honan har övervägande svart behåring på huvudet, med brungula till rävröda partier i ansiktet och på bakre delen av hjässan. Mellankroppen är klädd med ljust brungul till rävröd behåring på ovansidan, som övergår i gråbrunt till svart på sidorna. Bakkroppen har kort men tät päls som är gulbrun till rävröd på de två, ibland fyra eller fem första tergiterna (ovansidans segment). Sidorna, utom på den första tergiten, är dock gråbruna till svarta. Resten av bakkroppen är även den gråbrun till svart. På baklåren har honan en pollenkorg, en ansamling av korta men tätvuxna, gråbruna hår som används till polleninsamling. Kroppslängden är omkring 11 mm.
Hanen har övervägande brungul till rävröd behåring på huvud och mellankropp, med undantag för större delen av ansiktet som är svart. Bakkroppen har mörkbrun till svart päls på främre delarna av tergit 2 eller 3 samt på hela tergit 4 till 5, i övrigt brungul till rävröd. Kroppslängden är omkring 9 mm.
Honans två olika former (avseende mängden gulbrunt till rött hår på bakkroppen) är geografiskt betingad: Den västra formen har gulbrunt till rött hår på de fyra, ibland fem första tergiterna, medan den östliga formen endast har gulbrunt till rött hår på de två första.

## Ekologi
Släktets medlemmar är solitära bin som bygger underjordiska larvbon. Även om de inte är samhällsbyggande, kan flera honor placera sina bon i närheten av varandra. Denna art är polylektisk, den hämtar nektar och pollen från växter ur flera familjer, som desmeknoppsväxter, sumakväxter, korgblommiga växter, berberisväxter, strävbladiga växter, korsblommiga växter, kornellväxter, ljungväxter, törelväxter, rosväxter, videväxter, kinesträdsväxter och flenörtsväxter. Aktivitetsperioden varar från april till juli.

## Utbredning
Andrena milwaukeensis är ett vanligt bi vars utbredningsområde omfattar östra Nordamerika från Quebec till Nova Scotia i Kanada och från Minnesota till New England i USA, samt söderöver till North Carolina och Georgia.